# 高地戰
《高地戰》（：／ Gojijeon），是一部於2011年上映以戰爭為題材的韓國電影，採取1953年《朝鮮停戰協議》前的韓戰為主題，是導演張薰繼《義兄弟》和《電影就是電影》之後執導的第三部作品。該片曾獲選代表韓國角逐2012年第84屆奧斯卡金像獎最佳外語片，但未能進入下一階段的名單。此外，該片及其參與人員尚獲得了大鐘獎、釜日電影獎、韓國電影評論家協會獎及青龍電影獎中的數個項目。

## 劇情介绍
1953年初，韓戰中的朝鮮人民軍和韓國國軍不時為了爭奪三八線邊界附近領土，而發生大大小小的武裝衝突。雖然透過聯合國的居中介入，南北陣營針對停戰協議的商討已經進行了一段時間，不過和談時的爭議重點：邊境上的艾碌高地（Aero-K Hill）卻由於兩軍在此進行拉鋸戰，使高地多次易手、主權不清，而導致與會雙方在停戰界線的劃定上，產生了久久無法達成共識的僵局。與此同時，韓國陸軍負責攻守艾碌高地的連級戰鬥隊——綽號「鱷魚連」（악어중대）[註1]的步兵第10師第3團第1營第1連，發生了連長死於韓軍軍官制式手槍近距離擊殺、北方人民軍軍人家書從該連流入南方軍郵系統的懸案。鑑於該案當中疑似有人員通敵的事端存在，負責防諜任務的中尉姜恩彪接到了防諜隊長崔上校的命令，立即前往最前線調查；與此同時，姜恩彪獲知自己2年多前參加1950年6月議政府戰役時，自己排上一位於戰鬥後被朝鮮指揮官咸正允俘走、從此不知去向的戰友金秀赫，此時不但仍然存活，並已經到鱷魚部隊參戰。
姜恩彪與新連長劉在浩上尉、新兵南成植前往東部戰線。眼前所見的鱷魚部隊是一個看似散漫而無紀律的步兵連，那裡的士兵只為了避寒就在陣地裡穿起人民軍的軍裝、還有幾名幼小的戰爭孤兒與士兵共居，而代理連長申一榮也是位不尋常的人物，年紀輕輕就憑實戰經驗得到上尉領章，卻重度成癮於嗎啡。儘管如此，姜恩彪仍發現鱷魚連實為一屢立戰功的英勇單位，而久違的金秀赫也已經從議政府時期懦弱的基層小兵，升為驍勇善戰的中尉軍官。兩人在寒暄時，姜得知昔日在議政府攻擊自己的排、自信滿滿的宣稱「一週內結束戰爭」、還嘲笑韓軍不知為何而戰的咸正允，目前又再度與他們交手、率領一個連的人民軍與鱷魚部隊競奪艾碌高地。姜中尉還察覺鱷魚部隊曾在浦項經歷過某起黑暗事故，但連上眾人都視之為大忌而閉口不談。
第二天，姜恩彪隨著鱷魚部隊進攻被人民軍佔領的艾碌，並在激烈的戰鬥後逐走朝鮮兵而重奪高地。但戰鬥結束後，他發現第一次參戰的新兵南成植藉酒壓驚，而當時軍中並未補給酒品。疑心驅使他找到一個洞穴，只見金秀赫、吳基英中士和連上老兵楊孝三上士等人圍繞在一個箱子旁聊天，而箱內裝的是北方美酒和人民軍的信件。在質問之下，金秀赫道出了背後的故事：由於高地在南北之間易手的次數實在太頻繁，因此兩軍都會定期地在撤退時將不易載離的物資存放到洞穴內，待來日奪回高地時再取出。在一次際遇下，這個共同的儲藏地就成了雙方互通有無的途徑——朝鮮軍放入米酒和韓國短缺的火柴、以請韓國兵代替祖籍在南方的朝鮮兵轉寄家書；韓國軍則放入香菸、巧克力等各類洋貨。由於這種交流模式出自不得已的大情勢，動機也與軍事機密無關，使姜恩彪猶豫是否該據實以報。
隨著冬季轉為夏季，艾碌高地的占領者也換了幾輪。在鱷魚部隊中，由於懷疑搜索隊的失蹤是綽號「兩秒」、擊殺韓方30人以上的人民軍狙擊手所為，因此由金秀赫帶隊前往偵察。一夥人在行軍的過程中被兩秒發現，兩秒便射傷南成植、試圖作為誘餌吸引其他人上鉤。姜恩彪試著營救，但急著找出兩秒藏匿處的金秀赫阻止了他。最後南成植終於因為槍傷而死，而兩秒也由於位置暴露，而被韓軍的砲兵支援火力逐開，之後還碰上前去追捕的姜恩彪，不過當姜恩彪在發現兩秒的真實身分——一位自己見過的女子車泰京——之後，卻扣不下板機，眼睜睜的看著對方離去。
回到營地後，對南成植之死耿耿於懷的姜恩彪痛斥金秀赫沒有人性，讓南成植白白送死，金秀赫則回駁說姜恩彪不懂戰爭、也不懂真正的地獄。正當兩人爭執時，連上一名記憶錯亂的老兵李尚億在情緒失控下挾持同袍，還開槍射傷了申一榮上尉。金秀赫告訴姜恩彪，發生這一事故的遠因正是人人避諱的浦項慘劇，也就是「真正的地獄」——1950年8月，韓國軍居於最下風的時期，朝鮮人民軍在洛東江防線周邊爆發的浦項戰役中圍攻韓方部隊，士兵們爭相擠上有限的登陸艇以盡快從灘頭撤退，但金秀赫、申一榮所屬的排卻與擠不上登陸艇的第2排隊員爆發爭執，甚至互相開槍，而人民軍炮火就在內鬨中越落越近。當時還是小兵的申一榮只能用艇上的機槍把第2排的人掃下船，眾人才得以從敵軍手中脫逃，但此後鱷魚部隊的隊員都難以忘懷當時撤退的慘烈光景，第2排唯一倖存的隊員李尚億也不斷活在那段記憶裡，而申一榮從此也深陷嗎啡之癮，以從自己殺害同僚的痛苦中解脫。
接著，艾碌高地同時面臨了朝軍與中國人民志願軍的威脅，劉在浩上尉無視於申一榮等人的反對和過去的戰鬥經驗，執意將兵力不足的部隊部署到錯誤的攻擊位置。他的不當指揮導致了鱷魚部隊的駐地在當晚直接遭到志願軍的大部隊強襲、面臨全軍覆滅的可能，但在危急當前又不變通地死守團部命令而拒絕撤退。金秀赫用手槍斃了無能的劉在浩連長，才能開始著手組織部隊從高地疏散。儘管這種作法超過了恩彪的底線，但他還來不及將此事上報給軍法機構，一夥人就又在撤離途中落入險境。楊上士在拯救隊友時被志願軍射殺，然後金秀赫也中了車泰京的狙擊而死。
姜恩彪、申一榮等鱷魚部隊的成員安送了陣亡的戰友，而停戰協議的消息也終於擬定。當眾人都以為和平將臨、可以結束戰火的時候，團長卻到軍官會議中表示距離協議內容的生效時間還有12小時，當局已決定再打最後一場大規模的總攻擊，在停戰線定案之前搶下艾碌高地等邊境要地，而高地對面的朝鮮士兵們也被上級告知了同樣的噩耗。在最後決戰當中，南北兩個連隊在激戰中同歸於盡。吳基英中士被美國空軍支援機隊誤擊而亡、姜恩彪用野戰小刀殺了自己之前心軟放過的車泰京，而申一榮則是在遭到炸傷後，被朝鮮大尉咸正允一槍斃命。申一榮死時，眼眶流下了眼淚，象徵在戰爭中為了求生存所做的所有努力，最後還是失敗了。
最後，姜恩彪在洞穴裡找到了胸口受傷的咸正允，兩人共享菸酒的時候，姜恩彪問起了這場消耗戰是為何而打，咸正允說自己在議政府時確實目標明確，現在卻也已經忘記。收音機上宣布停戰的廣播讓兩人爆出大笑，但咸大尉卻在笑聲中斷了氣。僅存下來的姜恩彪只好獨自一人走出艾碌高地，上面已經躺滿了朝韓兩軍的戰死之士。

## 演員陣容
| 演員   | 角色       | 介紹                                                   |
| 申河均 | 姜恩彪（강은표） | 韓國陸軍中尉，防諜軍官                                 |
| 高 洙  | 金秀赫（김수혁） | 韓國陸軍中尉，鱷魚部隊軍官                             |
| 李帝勳 | 申一榮（신일영） | 韓國陸軍上尉，鱷魚部隊代理連長                         |
| 柳承秀 | 吳基英（오기영） | 韓國陸軍中士，鱷魚部隊隊員                             |
| 高昌錫 | 楊孝三（양효삼） | 韓國陸軍上士，鱷魚部隊隊員、韓國光復軍老兵             |
| 李大衛 | 南成植（남성식） | 韓國陸軍新兵                                           |
| 柳承龍 | 咸正允（현정윤） | 朝鮮人民軍大尉，連長                                   |
| 金玉彬 | 車泰京（차태경） | 朝鮮人民軍狙擊手「兩秒」                               |
| 趙震雄 | 劉在浩（유재호） | 韓國陸軍上尉，鱷魚部隊新任連長                         |
| 鄭仁基 | 李尚億（이상억） | 韓國陸軍（階級不明），鱷魚部隊隊員、浦項事件後記憶錯亂 |
| 朴英西 | 黃善七（황선칠） | 朝鮮人民軍中尉                                         |
| 崔政宇 | 崔勇－（최용－） | 韓國陸軍上校，特務部隊隊長                             |
| 全國煥 |            | 韓國陸軍上校，步兵團團長                               |
| 崔 珉  |            | 朝鮮人民軍中尉，防空砲指揮官                           |

## 獲獎
- 2011年第20屆釜日電影獎[15][12]
  - 最優秀作品獎
  - 男新人獎（李帝勳）
  - 男配角獎（高昌錫）
  - 美術獎
- 2011年第48屆大鐘獎[13][16]
  - 最優秀作品獎
  - 企劃獎
  - 照明獎
  - 攝影獎
- 2011年第31屆韓國電影評論家協會獎[14]
  - 最優秀作品獎
  - 劇本獎（朴尚淵）
  - 導演獎（張勳）
  - 男新人獎（李帝勳）
- 2011年第32屆青龍電影獎[14]
  - 攝影獎
  - 美術獎
  - 人氣明星獎（高洙）